# Jiří Svoboda (fyzik)
Jiří Svoboda (* 9. února 1958 Brno) vystudoval fyziku pevných látek na Přírodovědecké fakultě Masarykovy univerzity. V Ústavu fyziky materiálů Akademie věd ČR se zabývá termodynamickým modelováním transportních jevů a vývojem mikrostruktury v pevných látkách.

## Odborné působení
Jakožto etablovaný materiálový fyzik vyvíjí s kolegy slitinu budoucnosti, která má odolat extrémně vysokým teplotám. U příležitosti oslav 100. výročí Německé společnosti pro vědu o materiálech mu byla v roce 2019 udělena Pamětní medaile Gustava Tammanna. Tato medaile vyznamenává pouze jednou ročně jednoho vedoucího vědeckovýzkumné skupiny v oblasti materiálových věd a inženýrství, který přispěl do této oblasti mimořádným způsobem v podobě dalekosáhlého konceptu vědeckého výzkumu nebo technického rozvoje.

## Další aktivity
Ve svém volném čase se již desítky let zabývá efektivním řešením klimatické krize a navrhuje a staví pasivní domy dle vlastního konceptu, který nazval optimalizmus. V roce 2023 společně se svou dcerou Martou Kovářovou dokončil filmový dokument Jiříkovo vidění, který sleduje misi Jiřího a jeho dcery Marty při prosazování jednotné globální uhlíkové daně a 100% dividendy na záchranu planety.

### Publikace
- Marta Kovářová, Jiří Svoboda: Jak přimět slepici, aby začala snášet kachní vejce (nakladatelství Togga)[5]

### Film
- Jiříkovo vidění – spoluautor námětu, účinkující